# Cornuspirinae
Cornuspirinae es una subfamilia de foraminíferos bentónicos de la familia Cornuspiridae, de la superfamilia Cornuspiroidea, del suborden Miliolina y del orden Miliolida. Su rango cronoestratigráfico abarca desde el Moscoviense (Carbonífero inferior) hasta la Actualidad.

## Clasificación
Cornuspirinae incluye a los siguientes géneros:
- Cornuspira
- Pseudocornuspira †
- Rectocornuspira †
- Vidalina †

Otros géneros considerados en Cornuspirinae son:
- Agerella, de posición incierta
- Agerina, sustituido por Agerella
- Cyclogyra, aceptado como Cornuspira
- Hemigordiellina †, también considerada en la familia Ammodiscidae
- Hoyenella †